# Lacul Doiran
Doiran (în macedoneană Доjранско Езеро, în greacă Λίμνη Δοϊράνη) este un lac situat în la granița Republicii Macedonia cu Grecia, în partea de sud-est a celei dintâi și în nordul celei secunde. Are o suprafață totală de 43,1 km 2, dintre care 27,3 km2 pe teritoriul Republicii Macedonia și 15,8 km2 pe teritoriul Greciei. Adâncimea maximă a lacului este de 10 m. Partea grecească a lacului are statut de Zonă umedă de importanță internațională

## Localități pe malul lacului
Pe malul lacului se află următoarele așezări:
- Nov Doiran (pe malul vestic, în Republica Macedonia)
- Star Doiran (pe malul vestic, în Republica Macedonia)
- Spetenovo (pe malul vestic, în Republica Macedonia)
- Doirani (pe malul estic, în Grecia)